# دبابة ثقيلة
الدبابة الثقيلة فئة من الدبابات التي توفر حماية أفضل للدروع عمومًا بالإضافة إلى قوة نيران متساوية أو أكبر من الدبابات ذات الأوزان الأخف مثل الدبابات المتوسطة وغيرها، وغالبًا ما يكون ذلك على حساب القدرة على الحركة، وقدرتها على المناورة.
تعود أصول هذه الفئة الا وهي الثقيلة إلى الحرب العالمية الأولى والدبابات الأولى أي النماذج الأولية من هذه الدبابات؛ صُممت الدبابات الأولية لتعمل بشكل وثيق مع المشاة وتواجه كل من المدفعية والمدافع المضادة للدبابات، وكان لديها ما يكفي من الدروع للسماح لهم بالبقاء على قيد الحياة في المنطقة المحرمة. عندما تم تقديم تصميمات الدبابات الأخف، أصبحت التصميمات الأثقل تعرف باسم الثقيلة. وظل دور هذه الدبابات (في الحرب العالمية الثانية) في «اختراق» تحصينات العدو مماثلا في الحرب العالمية الثانية. 
عندما أصبح القتال بالدبابات (دبابة ذد دبابة) أكثر شيوعًا، سلحت الدبابات الثقيلة بمدافع قوية مضادة للدبابات الأخرى. بحلول نهاية الحرب، تم استخدامهما للتعامل مع التحصينات الثقيلة وكذلك الأعمال الحربية لتدمير الدبابات الأخرى. كانت هذه الدبابات تقود الهجوم لقوة دروعها وتحصين الدبابات الأخف والمشاة والقطع الحربية الأخرى من خلفها في اثناء الهجوم. تنظم هذه الدبابات في وحدات خاصة بالدبابات الثقيلة. 
أدى ظهور دبابة القتال الرئيسية لإنهاء ما يعرف بالدبابة الثقيلة كفئة منفصلة، على الرغم من إنتاج عدد منها بعد الحرب. عموما اختفى هذا النوع في ستينيات القرن المنصرم. 
حققت الدبابات الثقيلة أعظم نجاحاتها في قتال الدبابات الأخري، وتدمير التحصينات بمدافعها الكبيرة جدًا. على الرغم من أنه من المفترض في كثير من الأحيان أن الدبابات الثقيلة عانت من بطئ الحركة والتنقل مقارنة بالدبابات المتوسطة، لم يكن هذا هو الحال دائمًا، لأن العديد من تصميمات الدبابات الثقيلة الأكثر تطوراً تضمنت نظام تعليق وناقلًا متطورًا على وجه التحديد لمواجهة هذا العيب. ولكن أكبر عيب هو التكلفة التي تترجم إلى كميات الإنتاج و/أو التصميم. على سبيل المثال، كان لدى دبابة تايجر I سرعة مماثلة وخصائص أفضل للتعامل مع التضاريس مقارنةً بالدبابات المتوسطة بانزر 4 الأخف وزناً، وإن كان ذلك بتكلفة منخفضة لصيانة، وتم إنتاج 1,355 دبابة تايجر فقط مقارنة بـدبابة بانز4 المنتجع وعددها 8800 وأكثر من 59000 تي-34 السوفيتية وأكثر من 45000 دبابة أمريكية من طراز إم 4 شيرمان. كرر هذه الحالة نفسها في عدد الدبابات المشغلة لتايجر2 منها 492 فقط تم إنتاجها.

## التصميم
تتميز الدبابات الثقيلة بالدروع الثقيلة والأسلحة المشابة للدبابات الأخف وزنا. تشترك العديد من الدبابات الثقيلة في مكوناتها مع الدبابات الأخف وزناً على سبيل المثال، شاركت يو أس أم103 العديد من المكونات مع الدبابات الاخف وزنا باتون ومنها ناقل الحركة والمحرك. نتيجة لذلك، فإنها تميل إلى أن تكون ضعيفة الاعتمادية (أعطالها كثيرة لذلك من الأصعب الأعتماد عليها لقلة جاهزيتها في مواقف كثيرة) وبطيئة نسبياً (نظرا لانها تشترك نفس المحرك لكن هناك فرق كبير في الوزن بين الدبابتين)، أو تعاني من مشكلات في موثوقية المحرك والقيادة. في حالة تطوير تصميم جديد تمامًا، كما كان الحال مع دبابة تايجر 1 (حملت التايجر تصميم جديد لم يجرب من قبل لذلك ظهرات مشكلات بسبب قلة الوقت في تجريب هذا النموذج وقت الحرب)، أصبح التصميم معقدًا ومكلفًا بلا داعٍ، مما أدى إلى انخفاض أعداد الإنتاج (من الصعب تغيير خط الأنتاج لبناء تصميم جديد وقطع جديدة لمشاكل متعقلة بالتدريب وغيرها). 

## التاريخ
نشأ مفهوم الدبابات الثقيلة في الحرب العالمية الأولى وتعايش مع الدبابات الخفيفة والمتوسطة حتى نهاية الحرب الباردة مع إدخال دبابة المعركة الرئيسية. 

### حروب العالم
تم تقديم أول دبابة بريطانية، هي مارك-1 في الحرب العالمية الأولى، لاختراق الخطوط الدفاعية الألمانية من الخنادق والأسلاك الشائكة. عندما تم إدخال الدبابات الاخف والأسرع، تم تصنيف الدبابات الأكبر على أنها ثقيلة. 
كانت دبابة تشار 2سي واحدة من أكبر الدبابات التي تم إنتاجها على الإطلاق. في بداية الحرب العالمية الثانية، كانت فرنسا والاتحاد السوفيتي هما الدولتان الوحيدتان اللتان لديهما دبابات من الدبابات الثقيلة، مثل تشار بي1 وتي-35 وكيه في-1 . تم تصميم ماتيلدا2 وفقًا لمفهوم دبابة المشاة البريطانية والذي يشبه الدبابة الثقيلة التي تحتوي على دروع سميكة ويزن أكثر من الدبابات الأخرى. عادة ما تكون منفصلة لأن لديهم قوة نيران أقل من الدبابات الأخرى الخاصة بهم (مماثلة لدبابات متوسطة المدى) في ذلك الوقت كان لديهم نفس التسلح الرئيسي ولكن المزيد من الأسلحة الرشاشة. من أمثلة الحرب لاحقا كانت الدبابة الألمانية النمر الأول والثاني، وكذلك سلسلة يوسف ستالن السوفيتية. لاحظ أن «الثقيل» مقابل «المتوسط» هو مسألة أدوار تكتيكية أكثر منها مسألة وزن. دبابة بانثر على سبيل المثال، كانت دبابة «متوسطة» تفوقت على معظم الدبابات «الثقيلة» للحلفاء. 
نادراً ما كانت القوات الأمريكية تدج بالدبابات الثقيلة في ساحات القتال، لأنها لا تزال متمسكة بمذهب دعم المشاة مثل البريطانيين؛ بالإضافة إلى ذلك، أدرك الأمريكيون المسائل اللوجيستية والحركية التي تاتي في حال امتلاك قوة دبابات ثقيلة ولم يرغبوا في تعريض خط الإمداد الذي يبلغ طوله 3000 ميل إلى أوروبا. ونتيجة لذلك، فضلت الولايات المتحدة بدلاً من ذلك استخدام مدمرات الدبابات للقتال المضاد للدبابات، وقبل عام 1944 كانت هناك مؤشرات قليلة على أن أم4 شيرمان خرجت من تصنيفها (لم تعرف إذا كانت دبابة ثقيلة أو متوسطة من حيص دروعها وسرعتها وقدرتها على المناورة) من حيث الدروع والأسلحة من قبل الدبابات الثقيلة الألمانية. قرب نهاية الحرب العالمية الثانية، تم إرسال دبابة أم26 بيرشينج إلى أوروبا بأعداد محدودة، وهي الأقرب التي كانت تمتلكها القوات الأمريكية إلى مفهوم دبابة ثقيلة غير دبابة ''أم4 شيرمان جامبوس''. 

### الحرب الباردة
وشهدت فترة الحرب الباردة اخر أيام نشر الدبابات الثقيلة في المعارك، وشملت الدبابة الأمريكية إم 103، والبريطانية كونكيرور، والفرنسية إيه أر أل 44 (بأعداد محدودة جدًا)، وكل ذلك استجابةً للدبابات الثقيلة السوفيتية من هذه الفترة. كانت أكبر مدافع الدبابات تقترب من الحد الأقصى من العيار الذي لا يزال من الممكن التعامل معه من قبل الطاقم، مما أدى إلى تباطؤ كبير في معدل إطلاق النار. بفضل التصميم المحسّن للأبراج وتقنية التحكم في الإطلاق التي تعمل على تحسين الدقة في اصابة الهدف، كانت الدبابات المتوسطة بعد الحرب تلحق بالدبابات الثقيلة بقوة النيران. انخفضت القيمة التكتيكية للدبابات الثقيلة إلى درجة عدم وجود تصاميم جديدة؛ أصبحت زاصبحت الدبابات المتوسطة المحصنة جيدا بالدروع تعرف باسم دبابة القتال الرئيسية (MBT). أصبح يرى أن المدفعية ذاتية الدفع الأقل تكلفة يمكن أن تقوم بدور دعم المشاة بشكل أفضل حاليا مما كان يسمى دبابات ثقيلة. زاد وزن دبابات القتال الرئيسية بسرعة خلال الحرب الباردة، ومعظم دبابات القتال الرئيسية من الجيل الثالث ومنها إم1 أبرامز وتشالنجر 2و ليوبارد 2 وميركافا وأرجون وتايب 99 لها أوزان تشبه أوزان الدبابات الثقيلة في الخمسينيات. 
أصبحت الدبابات الثقيلة الأقدم ذات الدروع الفولاذية تحت رحمة الصواريخ الموجهة المضادة للدبابات والذخيرة المضادة للدبابات شديدة الانفجار. تعد الصواريخ الأكثر مرونة أكثر فاعلية في النطاقات التي تتجاوز مدى قذائف المدافع، ولم تعد كتلة المدرعات الضخمة ضمانًا للبقاء على قيد الحياة أو الحماية ضد أكبر الرؤوس الحربية HEAT من قذائف الدبابات أو الصواريخ. 